# Chaetopodella latitarsis
Chaetopodella latitarsis är en tvåvingeart som beskrevs av Hayashi och Papp 2007. Chaetopodella latitarsis ingår i släktet Chaetopodella och familjen hoppflugor.
Artens utbredningsområde är Vietnam. Inga underarter finns listade i Catalogue of Life.